# Томас Лер
Томас Лер (на немски: Thomas Lehr) е немски писател, автор на романи, разкази и книги за деца.

## Биография и творчество
Томас Лер е роден през 1957 г. в Шпайер, Рейнланд-Пфалц. От 1979 до 1983 г. следва биохимия в Западен Берлин. Работи като програмист в библиотеката на Свободен университет Берлин и става писател на свободна практика.
Живее в Берлин и през летния семестър на 2011 г. е избран за гост-професор по поетика в същия университет.
Главната му творба „Котката на Набоков“ („Nabokovs Katze“) (1999) носи ясни автобиографични черти и разказва за еротично-обсесивната връзка на героя Георг с музата му Камиле в продължение на 25 години.
От 2002 г. Лер е член на немския ПЕН клуб. През 2012 г. е избран за член на Академията на изкуствата в Берлин, а през 1918 г. е приет в Немската академия за език и литература в Дармщат.

## Награди и отличия
- 1993, 1999, 2001: Förderpreis „Buch des Jahres“ des Rheinland-Pfälzischen Schriftstellerverbandes
- 1994: „Рауризка литературна награда“
- 1994: „Награда Мара Касенс“ за дебютен роман
- 1995: Literatur-Förderpreis Berlin
- 1996: Literaturpreis des Bezirksverbands Pfalz
- 1999: „Поощрителна награда Марта Заалфелд“
- 1999: „Литературна награда на Рейнгау“
- 2000: „Награда Волфганг Кьопен“
- 2002: „Награда Георг К. Глазер“
- 2005: „Немска награда за книга“ (финалист)
- 2006: Kunstpreis Rheinland-Pfalz
- 2010: „Немска награда за книга“ (финалист)
- 2011: „Берлинска литературна награда“[5]
- 2011/2012: Stadtschreiber von Bergen[6]
- 2012: „Награда Мари Луизе Кашниц“
- 2015: „Награда Йозеф Брайтбах“
- 2016: Член на Академията на науките и литературата, Майнц[7]
- 2017: „Немска награда за книга“ (финалист)
- 2018: „Бременска литературна награда“ für Schlafende Sonne[8]
- 2018: „Шпихер: литературна награда Лойк“
- 2018: „Кранихщайнска литературна награда“